# 努爾敦 (印地安納州)
努爾敦（英語：Nulltown）是位於美國印地安納州費耶特縣的一個非建制地區。該地的面積和人口皆未知。